# George Kelly
George Kelly (ur. 28 kwietnia 1905 r. w stanie Kansas, zm. 6 marca 1967 r.) – amerykański psycholog osobowości i psychoterapeuta. Przyczynił się do powstania poznawczej psychologii osobowości, przedstawiając w 1955 r. koncepcję konstruowania poznawczego.

## Życiorys[2]
George Kelly urodził się na farmie niedaleko Perth w stanie Kansas w USA. Chociaż we wczesnych latach życia pobierał naukę szkolną nieregularnie, to jego rodzice przywiązywali sporą wagę do kształcenia domowego. W wieku lat trzynastu Kelly został posłany do szkoły średniej w Wichita. W 1926 roku uzyskał licencjat z nauk podstawowych w zakresie fizyki i matematyki. Karierę inżyniera mechaniki porzucił na rzecz zainteresowania zagadnieniami społecznymi, dzięki czemu podjął się studiów humanistycznych na Kansas University, gdzie studiował socjologię edukacji. W 1928 roku na podstawie pracy poświęconej spędzaniu czasu wolnego przez robotników uzyskał stopień magistra nauk humanistycznych.
Kelly wykładał w rozmaitych szkołach wyższych i uniwersytetach. W 1929 roku, po otrzymaniu stypendium udał się na wymianę międzynarodową, do Edynburga. Na tamtejszym uniwersytecie ukończył studia licencjackie w zakresie edukacji. Po powrocie do Stanów kontynuował na Uniwersytecie Stanu Iowa. Po upływie zaledwie roku uzyskał doktorat. Kelly pracował jako psychoterapeuta, stworzył również system klinik objazdowych, który pozwolił mu na niesienie pomocy uczniom z problemami w szkołach stanu Kansas. Okres przed II wojną światową był niezwykle płodny dla odkryć Kelly'ego, które były podwalinami dla jego teorii psychologii klinicznej oraz psychologii osobowości. Właśnie w tym czasie zostało wydane sześć artykułów poświęconych praktycznym zagadnieniom klinicznym, gdzie Kelly wytłumaczył to, jak doszedł do "psychologii samego człowieka", skupiającej się na dokonywaniu wyboru i osobistej inicjacji działań.
Po II wojnie światowej objął stanowisko profesora nadzwyczajnego na Uniwersytecie Maryland, rok później został profesorem na Uniwersytecie Stanu Ohio, gdzie wspólnie z Julianem Rotterem stworzył program psychologii. W 1955 roku wydał swoje najważniejsze dzieło – Psychologia konstruktów osobistych (The psychology of personal constructs).
George Kelly zmarł przedwcześnie, 6 marca 1967 rok, zaledwie dwa lata po przyjęciu do Katedry Nauk o Zachowaniu im. Riklisa na Uniwersytecie Brandeisa. Warto pamiętać, iż Kelly pełnił funkcję prezesa Działu Psychologii Klinicznej oraz Działu Doradztwa Psychologicznego w Amerykańskim Towarzystwie Psychologicznym.

## Fundamentalne założenia natury świata i natury człowieka Georga Kelly’ego[3][2]
- Świat istnieje realnie a nie jest bytem wymyślonym przez człowieka.
- Zjawiska wewnętrzne jednostki są równie realne jak rzeczywistość.
- Jednostka poznaje świat w takim stopniu, w jakim dokonuje jego interpretacji.
- Ludzie konstruują rzeczywistość, mogą swobodnie wybierać swoje widzenie świata, a ich zachowanie jest konsekwencją tych wyborów.
- Niezwykle istotne jest doświadczenie, na bazie którego człowiek tworzy system reakcji na rzeczywistość.
- Zasadniczym elementem modelu interpretacji świata jest konstrukt osobisty, czyli sposób przewidywania zjawisk określony poprzez interpretowanie rzeczy jako podobnych i różnych.

„Konstrukt jest to sposób, w jaki pewne rzeczy intepretujemy jako takie same, a jednak odmienne od innych” George Kelly
- System konstruktów nadaje rzeczywistości strukturę po to, byśmy mogli przewidywać zachodzące zdarzenia. Kelly był zdania, iż konstruujemy oczekiwania na podstawie doświadczeń

- Człowiek rozumie świat oraz zachodzące w nim procesy, które zostają ukierunkowane, skanalizowane przez istniejącą sieć oczekiwań na temat tego, co nastąpi, jeśli zachowa się w określony sposób, innymi słowy, człowiek antycypuje zdarzenia.